# Barendorf (Dassow)
Barendorf ist ein Ortsteil der Stadt Dassow des Amtes Schönberger Land im Landkreis Nordwestmecklenburg in Mecklenburg-Vorpommern.

## Geografie
Der Ort liegt sieben Kilometer nördlich von Dassow. Die Gemarkung Barendorf reicht im Norden bis an die Lübecker Bucht heran und hat einen Strand- und Uferanteil an der Ostsee von unter zwei Kilometern. Eine zusammenhängende Fläche an den Rändern der Gemarkung im Westen, Norden und Nordosten gehört zum Naturschutzgebiet Küstenlandschaft zwischen Priwall und Barendorf mit Harkenbäkniederung. Der kleine Bach Harkenbäk bildet in großen Teilen die westliche Gemarkungsgrenze. Seine Mündung liegt jedoch auf der Gemarkung Rosenhagen.
Die Nachbarorte sind Groß Schwansee und Klein Schwansee im Nordosten, Kalkhorst im Osten, Neuenhagen und Harkensee im Südosten, Feldhusen und Pötenitz im Südwesten sowie Rosenhagen im Westen.